# Glossofaginis
Els glossofaginis (Glossophagini) són una tribu de ratpenats fil·lostòmids formada per 10 gèneres i 24 espècies.

## Classificació
- Gènere Anoura
  - Ratpenat llengut de cua petita (Anoura caudifer)
  - Ratpenat llengut de Wercklea (Anoura cultrata)
  - Ratpenat llengut de Geoffroy (Anoura geoffroyi)
  - Ratpenat llengut veneçolà (Anoura latidens)
  - Anoura luismanueli
- Gènere Choeroniscus
  - Ratpenat nassut de Godman (Choeroniscus godmani)
  - Ratpenat nassut de Trinitat (Choeroniscus intermedius)
  - Ratpenat nassut inca (Choeroniscus minor)
  - Ratpenat nassut de Colòmbia (Choeroniscus periosus)
- Gènere Choeronycteris
  - Ratpenat nassut mexicà (Choeronycteris mexicana)
- Gènere Dryadonycteris
  - D. capixaba
- Gènere Glossophaga
  - Ratpenat llengut de Commissaris (Glossophaga commissarisi)
  - Ratpenat llengut de Davis (Glossophaga leachii)
  - Ratpenat llengut de Miller (Glossophaga longirostris)
  - Ratpenat llengut mexicà (Glossophaga morenoi)
  - Ratpenat llengut de Pallas (Glossophaga soricina)
- Gènere Hylonycteris
  - Ratpenat llengut d'Underwood (Hylonycteris underwoodi)
- Gènere Leptonycteris
  - Ratpenat nassut de Curaçao (Leptonycteris curasoae)
  - Ratpenat nassut gros (Leptonycteris nivalis)
  - Ratpenat nassut petit (Leptonycteris yerbabuenae)
- Gènere Lichonycteris
  - Ratpenat llengut bru (Lichonycteris obscura)
- Gènere Monophyllus
  - Ratpenat llengut de Barbados (Monophyllus plethodon)
  - Ratpenat llengut jamaicà (Monophyllus redmani)
- Gènere Musonycteris
  - Ratpenat nassut bananer (Musonycteris harrisoni)
- Gènere Scleronycteris
  - Ratpenat llengut d'Ega (Scleronycteris ega)